# Félix Joseph Marie Vatar
Pour les articles homonymes, voir Vatar.
Félix Joseph Marie Vatar, avocat de Rennes, où il vit le jour en 1777.

## Biographie
Fils de Nicolas-Paul Vatar, imprimeur-libraire, imprimeur des États de Bretagne et de l'évêque de Rennes, et de Jeanne Delpeche-Castre, il  avait débuté, après ses études en droit, au barreau de cette ville, où son élocution facile et nette et plus encore son érudition en matière légale et la sagacité avec laquelle il en faisait l'application aux affaires litigieuses, lui valurent un grand renom. Le ministère public s'empressa d'utiliser son talent, et indubitablement Vatar, s'il l'eût voulu, fût arrivé dans cette voie au poste le plus élevé. 
Mais il apportait dans l'exercice de ses fonctions une indépendance d'esprit que ne pouvaient supporter ses supérieurs, ni pallier ses amis, et qui n'était pas tous les jours du goût du pouvoir. Il en résulta que, sans même qu'il y eût collision entre son procureur général et lui, on s'alarma dans les régions supérieures, et sa révocation lui fut signifiée. Naturellement il revint alors au barreau, où plus que jamais il jouit de cette haute considération, apanage du talent qu'accompagné le caractère. Ses consultations étaient surtout regardées comme très profondes et comme élucidant les cas même les plus controversés. 
Aussi Charles Bonaventure Marie Toullier, qu'il comptait parmi ses amis avec Malherbe  et Guillaume Louis Julien Carré, disait-il, sans se laisser le moins du monde aveugler par l'amitié : « Quand j'ai pour moi Merlin et Vatar, il ne me reste plus de doute. » Le courage civique de Vatar se manifesta glorieusement en quand le général Jean Pierre Travot, traduit devant le conseil de guerre de la 43e division, que présidait le général Simon Canuel, fut condamné à mort ; le barreau de Rennes eut l'honneur, lorsqu'il évoqua l'affaire, de fournir treize avocats pour signer une consultation en faveur de l'appelant ; non seulement Vatar fut un des treize, mais l'énergie de ses efforts détermina quelques-uns des signataires, et presque toute la rédaction du mémoire est son ouvrage. 
On sait que Louis XVIII, sans permettre un second procès, commua la peine en vingt années de détention. Il est permis de penser que la puissante argumentation des treize réunis, bien qu'elle n'ait pas été soumise à des juges nouveaux, fut pour beaucoup dans ce résultat. Quoiqu'ainsi champion des libertés nationales, l'avocat ne se montra point systématiquement ennemi des Bourbons ; il devint, après concours, professeur suppléant à la faculté de droit. Vinrent les journées de juillet 1830 : il fut replacé immédiatement dans la magistrature, mais comme juge, et il consentit à faire partie de la commission provisoire qui maintint l'ordre dans la cité. Ses amis disent que le ministre de l'instruction publique lui fit offrir en ce temps le rectorat de l'académie de Rennes, qu'il refusa. Ce dont on ne peut douter, c'est que, presque à la même époque, fut créée dans la faculté de Rennes une chaire de droit commercial, et que Vatar en obtint presque aussitôt le titre en échange de sa suppléance. Le cumul répugnait à sa délicatesse ; il se démit en même temps de son siège au tribunal. C'est donc lui qui fut, à Rennes, le premier professeur de droit commercial. Quand la mort de Guillaume Louis Julien Carré laissa vacant le décanat, c'est lui qui fut nommé pour régir la faculté. Il mourut le 21 octobre 1842, comme il avait vécu, dans les sentiments de la plus haute piété.
Il avait épouse Marie Jeanne Couarde, fille de Jean-René Couarde, négociant, juge consul à Rennes, trésorier de la paroisse Saint-Germain de Rennes, et de Marie Jeanne Baudot. Son épouse est la tante du cardinal Godefroy Brossay-Saint-Marc.

## Source
- « Félix Joseph Marie Vatar », dans Louis-Gabriel Michaud, Biographie universelle ancienne et moderne : histoire par ordre alphabétique de la vie publique et privée de tous les hommes avec la collaboration de plus de 300 savants et littérateurs français ou étrangers, 2e édition, 1843-1865 [détail de l’édition]